# Finningen, Bayern
Finningen är en kommun och ort i Landkreis Dillingen an der Donau i Regierungsbezirk Schwaben i förbundslandet Bayern i Tyskland. 
Kommunen bildades 1 januari 1974 genom en sammanslagning av kommunerna Oberfinningen och Unterfinningen.
Kommunen ingår i kommunalförbundet Höchstädt an der Donau tillsammans med staden Höchstädt an der Donau och kommunerna Blindheim, Lutzingen och Schwenningen.